# Siegfried Dais
Siegfried Dais (* 18. Januar 1948 in Stuttgart) ist ein deutscher Manager und Gesellschafter der Robert Bosch Industrietreuhand KG (RBIK). Der promovierte Physiker ist verheiratet und hat drei Söhne.

## Leben und Wirken

### Ausbildung und Wehrdienst
Siegfried Dais legte 1966 das Abitur ab. Dem schlossen sich zwei Jahre Wehrdienst bei der Bundeswehr an.

### Studium
Von 1968 bis 1974 studierte Dais Physik an der Universität Stuttgart, Abschluss 1974. 1978 promovierte er am Max-Planck-Institut für Metallforschung in Stuttgart zum Doktor der Naturwissenschaften.

### Beruf
Anschließend war Dais am Max-Planck-Institut weiterhin als wissenschaftlicher Mitarbeiter tätig.
1979 begann Dais seine Karriere beim Stuttgarter Automobilzulieferer und Elektronikkonzern Robert Bosch GmbH in der Vorausentwicklung Kraftfahrzeugausrüstung. 1980 wurde er Gruppenleiter Vorausentwicklung Kraftfahrzeugausrüstung und übernahm verschiedene Aufgaben im Unternehmen, darunter 1986 Abteilungsleiter Entwicklung integrierter Schaltungen, Geschäftsbereich Halbleiter und elektronische Steuergeräte. 1990 wurde er Leiter Vorausentwicklung Kraftfahrzeugausrüstung, 1992 Entwicklungsleiter elektronische Kommunikationstechnik. Ab 1997 war er Geschäftsleiter Technik, Unternehmensbereich Kommunikationstechnik.
1998 wurde Siegfried Dais Geschäftsführer der Robert Bosch GmbH, zuständig für die Geschäftsbereiche Bosch Rexroth, Car Multimedia, Automobilelektronik, Sicherheitssysteme und Breitbandnetze sowie für die Zentralbereiche Forschung / Vorausentwicklung, Entwicklungskoordination, Kraftfahrzeugtechnik und Informationsverarbeitung.
Seit Januar 2004 war Siegfried Dais stellvertretender Vorsitzender der Geschäftsführung der Robert Bosch GmbH. Er war weiterhin zuständig für den Geschäftsbereich Bosch Rexroth.
Außerdem trug er die Verantwortung für die zentralen Funktionen Koordination der Produktplanung und Technik der Unternehmensbereiche Kraftfahrzeugtechnik, Industrietechnik, Gebrauchsgüter und Gebäudetechnik sowie für die Zentralbereiche Forschung und Vorausentwicklung und Informationsverarbeitung.
Mit Wirkung vom 1. Januar 2007 beriefen die Gesellschafter der Robert Bosch Industrietreuhand KG Siegfried Dais als weiteren Kommanditisten. Die Robert Bosch Industrietreuhand KG (RBIK) übt bei der Robert Bosch GmbH die unternehmerische Gesellschafterfunktion aus und besteht aus insgesamt zehn Gesellschaftern. Die beiden persönlich haftenden Gesellschafter (Komplementäre) sind Hermann Scholl und Tilman Todenhöfer.
Die Kommanditgesellschaft hält 93 Prozent der Stimmrechte und bestimmt damit wesentlich die strategische Ausrichtung des Konzerns.
Im Jahr 2008 erhielt Siegfried Dais gemeinsam mit dem ehemaligen Bosch-Forscher Uwe Kiencke den Eduard-Rhein-Technologiepreis „für die Erfindung, internationale Standardisierung und Verbreitung des Kommunikationssystems Controller Area Network“ (CAN-Bus).
Zum Jahresende 2012 schied er aus der Geschäftsführung der Robert Bosch GmbH aus, bleibt aber weiterhin Gesellschafter der Robert Bosch Industrietreuhand KG.

## Ehrenämter
- von 2003 bis 2016 externes Mitglied des Universitätsrates der Universität Stuttgart[5], ab 2010 als Vorsitzender des Gremiums[6][7]
- Seit 2003 Senator der Deutschen Forschungsgemeinschaft[8]
- 2007 Mitglied des Präsidiums des Deutschen Instituts für Normung e. V. (DIN)

## Werke
- Untersuchung des Systems Niob – Wasserstoff mit Hilfe der Kernspinresonanz. Universität Stuttgart, Fachbereich Physik, 1978, DNB 790864436 (74 S., 32 Abb. u. 2 Tab., Dissertation 1978).